# Kamiel D'Hooghe
Kamiel D'Hooghe (n. 17 de Novembro de 1929) é um organista Belga.

## Biografia
Kamiel D'Hooghe fez os seus estudos com Flor Peeters, Marinus De Jong, Jules Van Nuffel e Prosper Van Eechaute. No Royal Flemish Conservatório em Antuérpia, ele obteve o órgão Diploma Superior com a mais alta distinção. Foi vencedor do primeiro prémio no Concurso Internacional de Órgão, em Munique, em 1955.
De 1946 a 1950, ele serviu como sacristão-organista da St. Lawrence Freguesia de Verrebroek. Com a idade de 22, ele foi em 1951 organista da Catedral de St. Salvator (Bruges), onde mais tarde, por ocasião do décimo aniversário dos concertos de órgão, organizou a primeira Semana Internacional de Órgão, que foi incluído no Festival Musica Antiqua, nomeado na secção de Bruges do Festival da Flanders (1964). No ano seguinte, foi conselheiro para a Primeira Semana Internacional de Cravo, que logo teve uma reputação mundial. Fez parte do júri para a competição órgão em 1964, 1967, 1970 e 1973.
De 1964 a 1967 foi director do Prémio Municipal de Música Adrian Willaert em Roeselare, e de 1967 a finais de 1994, foi primeiro diretor do Dutch Royal Conservatory, em Bruxelas.
Como professor de órgão no Instituto Lemmens e no Conservatório de Maastricht ele formou muitos organistas em casa e no exterior, onde se conta o organista português Joaquim Simões da Hora. Deu inúmeros concertos e seminários em casa e no exterior e foi regularmente convidado a ser júri em concursos internacionais. Como solista apresentou-se em vários festivais.
Na Comissão Real dos Monumentos e Sítios, ele fez grandes esforços para preservar o património órgão histórico. Com base nesta preocupação fundou a revista Organ Arte por sua iniciativa, em 1978. Ele também esteve na base da criação da Associação do órgão na Flandres.
Depois de 1994, ele tornou-se organista da abadia em Grimbergen. Em 2005 tornou-se presidente honorário da Associação de Arte de órgãos. Desde janeiro de 2011 que Kamiel D'Hooghe é presidente da associação Grimbergen Orgelt.

## Gravações
Fez gravações para a Philips, Decca, Arcophon, CBS, Documentação Furnes e René Gailly.
As gravações nos vários órgãos históricos foram efectuadas em Stalhille, Denderbelle, Aspelare, Nederzwalm, Onkerzele, Impde-Wolvertem, Moere, Haringe, O.-L.-V.- St. Peter Ghent e Vlaardingen.
No órgão da Abadia de Male gravou Buxtehude. No órgão histórico restaurado em Tienen ele gravou um CD com obras de J. S. Bach. 

## Obras Publicadas
Kamiel D'Hooghe é compositor, autor e co-autor de livros e artigos e publicações sobre o órgão, incluindo: 
- O Órgão rococó na Flandres (1972)
- Flamengos sons de órgão (1997)
- Construção contemporânea artesã de musica na Flandres (1999)
- Os órgãos nos Países Baixos (2001).

## Ligações Externas
- http://www.ccstrombeek.be/orgel
- http://www.andreasboel.be/normal/index.php/bekende-oud-leerlingen/198-kamiel-d-hooghe
- http://home.scarlet.be/gregabdijkoor/kamiel.html
- http://www.abdijgrimbergen.be/kamiel-dhooghe/